# Poésie engagée
La poésie engagée invite le lecteur à réfléchir et à prendre parti dans la cause défendue par celle-ci. Elle soutient en général une cause politique, culturelle, morale, sociale ou même religieuse. Toute poésie a besoin de l’engagement de l'auteur dans la conquête d'un langage propre à chaque poète, elle est donc vraiment considérée comme une poésie engagée quand il donne son avis à travers son texte sur un sujet qu’il pense important.

## Naissance de la poésie engagée en langue française
D'entrée de jeu, il faut une prise de responsabilité et donc de risque. Il est dans son essence même subversif, car celui qui s'engage transgresse la règle implicite qui met le citoyen sous la férule du pouvoir du moment.  Beaucoup de grandes œuvres peuvent être considérées comme subversives, notamment lorsqu'elles sont produites en des temps particulièrement tourmentés et nécessitant la défense de certaines idées ou d'idéaux en danger.
Les causes d'engagements sont nombreuses : elles peuvent être philosophiques, l'auteur prend position dans une querelle d'idées (durant les guerres de religion, dans la deuxième moitié du XVIe siècle, Aubigné défend les protestants avec Les Tragiques pendant que de son côté Ronsard consacre aux catholiques son Discours sur les misères de ce temps). Elles peuvent également être politiques (Les Iambes de Chénier durant la Révolution française). Souvent cité, Victor Hugo a vivement critiqué Napoléon-le-petit dans de nombreux poèmes (Les Châtiments). Plus récemment, on pense à la Résistance durant la Seconde guerre, qui voit se cristalliser l'opposition de plusieurs poètes (principalement surréalistes) à l'occupant nazi: ce seront René Char (Feuillets d'Hypnos), ou Robert Desnos, mort des suites de la déportation, ou encore Éluard (Liberté, Avis, Au rendez-vous allemand) parmi de nombreux autres. À cet égard, le mouvement formé autour de L'Honneur des poètes (1943) est la preuve a posteriori que la poésie ne saurait se couper de l'Histoire qui la fait. À rebours, en 1945, le poète Benjamin Péret rédige Le Déshonneur des poètes. 
En Suisse, plus modestement, les poètes Jean Cuttat et Alexandre Voisard sont de ceux qui ont été à la base de la création du canton du Jura, leurs poèmes ayant été repris par une foule en liesse, donnant à voir la volonté à l'auto-détermination de tout un peuple.

## La poésie engagée dans le monde
Il faut également évoquer les problématiques sociales qui peuvent être mises en scène par la littérature au siècle romantique les pièces versifiées de Hugo contre le travail des enfants, au XXe siècle les exemples d'Aragon et de Pablo Neruda pour la lutte communiste, Serge Pey soutenant la révolte des indiens du Chiapas, la libération de Léonar Peltier et la lutte du MIR chilien, les poèmes de Césaire ou de Senghor en faveur des populations colonisées, on peut citer plus près de nous Mahmoud Darwich et Abdellatif Laâbi. Dans ces cas, il arrive que le poète alimente un véritable contre-pouvoir, assumant parfois même un rôle de leader politique.
L’effroi devant la dégradation de l'état de la planète peut aussi nécessiter le passage par la poésie, comme c'est le cas pour Maurice Chappaz ou plus récemment chez Ferenc Rákóczy, plus focalisé sur le danger que représente l'atome pour les sociétés contemporaines.
Kama Sywor Kamanda s'est avéré le poète engagé dans la défense des droits humains en Afrique et dans le monde[réf. souhaitée]. Sa poésie chante la liberté et se fait aussi écho de la douleur profonde des peuples victimes de dictatures, de prédations, de viols et de violences politiques. L'homme qui lutte, souffre et crie à l'aide nuits et jours est le centre de sa poésie qui interpelle le lecteur.

## Élargissement du concept
La poésie engagée, qui ne saurait être dissociée d'une certaine mise en danger de son auteur (on pense à Ossip Mandelstam, exilé puis condamné aux travaux forcés), peut assumer de nombreuses fonctions : elle sert à révéler la réalité, à convaincre les hommes d'adhérer à une cause (désir d'influer sur le réel) ou encore à mettre en garde contre l'oubli. Dans ce dernier cas, l'aspect du témoignage demeure probablement essentiel, et c'est alors aussi le travail sur la mémoire (individuelle et collective) qui entre en jeu. Notons cependant que pour que cette fonction puisse se révéler au faîte de son pouvoir poétique, et donc acquérir valeur d'universalité, il faut nécessairement qu'elle s'incarne dans un art suffisamment relié aux forces suggestives du langage, ce qui apparaît, malgré tout, assez peu fréquent (antinomie relative entre l'imaginaire et le réel).
Au fond, nul ne peut être totalement insensible à son temps, et la tour d'ivoire est un mythe intenable (sauf dans de rares cas de l'œuvre en champ clos, où l'écrivain puiserait dans le réservoir vaste mais fermé de la littérature préexistante des éléments déjà constitués), ce qui pose la question de l’auto-télicité de certains poèmes contemporains (c'est-à-dire de leur retour sur eux-mêmes). La littérature engagée, au contraire, postule une ouverture absolue au monde, une équivalence entre parole et action, elle engage la responsabilité citoyenne de l'auteur qui ne se met plus au-dessus de la mêlée mais au contraire accepte d'être au niveau de ses contemporains, de « se jeter dans la bataille » (Sartre).
La poésie de type polémique, contestataire et satirique se rapproche par bien des aspects de la poésie engagée (c'est le cas pour Dada, dont le message nihiliste est en même temps un plaidoyer indirect contre toute forme de guerre). De plus celle-ci est souvent liée au lyrisme, car elle parle d'amour, de liberté, de fraternité, de ralliement à de grandes causes humaines... Elle dépasse la simple contestation et tente, dans les meilleurs cas, de se mettre sur le plan d'une certaine réflexion morale ou pour le moins utopiste de la société. On peut supposer que les effets escomptés de la poésie engagée sont les suivants: sensibiliser, émouvoir, indigner, toucher, faire réfléchir, aider le public à prendre conscience de certains faits sociaux douloureux. À ce titre, que ce soit dans ses termes ou dans ses moyens, elle s'avère être l'expression d'une liberté essentielle, irrécusable ; elle participe du dévoilement de l'être profond, par quoi on peut la qualifier d'espace pourvoyeur de sens et d'espoir.

## Les maisons d'édition
De tout temps, il a été difficile aux poètes de se faire publier, et c'est encore davantage le cas pour des œuvres hors des sentiers battus. Certains éditeurs se sont pourtant fait la spécialité, du moins à la fondation de leur maison, de promouvoir des poètes qui se veulent engagés, prenant le risque de la censure ou même d'ennuis plus graves. Ce fut le cas, par exemple, des Éditions de Minuit ou encore des Portes de France à Porrentruy (Suisse), qui accueillirent nombre d'écrivains résistants pendant la seconde guerre. Mais la poésie politique trouve toujours des défenseurs, comme les éditions du Temps des cerises qui œuvrent quant à elles dans une veine plus sociale ou Les Éditions de La Mêsonetta avec sa collection "Le Chant du Gousli", ainsi que les Éditions L'Harmattan avec la collection Poètes des cinq continents.

## Quelques auteurs de poésie engagée
- Endre Ady
- Théodore Agrippa d'Aubigné
- Anna Akhmatova
- Mohammed Al-Maghout
- Samih al-Qâsim
- Louis Aragon
- Blas de Otero
- Bertolt Brecht
- Joseph Brodsky
- Joan Brossa
- Jean Cassou
- Gabriel Celaya
- Aimé Césaire
- Varlam Chalamov
- René Char
- Geneviève Clancy
- Francis Combes
- Léopold Congo-Mbemba
- Léon-Gontran Damas
- Mahmoud Darwich
- Erri De Luca
- René Depestre
- Robert Desnos
- Tahar Djaout
- Paul Éluard
- Sergueï Essenine
- Conceição Evaristo
- Jean-Pierre Faye
- León Felipe
- Léo Ferré
- Federico García Lorca
- Armand Gatti
- Juan Gelman
- Jean Genet
- Édouard Glissant
- Nikolaï Goumilev
- Hanuš Hachenburg
- Miguel Hernández
- Paloma Hermina Hidalgo
- Nazim Hikmet
- Victor Hugo
- Attila József
- Yacine Kateb
- Nizar Kabbani
- Sylva Kapoutikian
- Kama Sywor Kamanda
- Lydia Koidula[2]
- Violette Krikorian
- Abdellatif Laâbi[3]
- Alphonse de Lamartine
- Audre Lorde
- Vladimir Maïakovski
- Sayd Bahodine Majrouh
- Ossip Mandelstam
- Missak Manouchian
- Alain Marc
- Jean Marcenac
- Louise Michel
- Adam Mickiewicz
- Robin Morgan
- Taha Muhammad Ali
- Ahmed Fouad Najm
- Pablo Neruda
- Ricardo Paseyro
- Pier Paolo Pasolini
- Boris Pasternak
- Octavio Paz
- Benjamin Péret
- Sándor Petőfi
- Serge Pey
- Jacques Prévert
- Grzegorz Przemyk
- Yánnis Rítsos
- Armand Robin
- Jacques Roumain
- Léopold Sédar-Senghor
- Jean Sénac
- Victor Serge
- Parouir Sévak
- Wole Soyinka
- Philippe Tancelin
- Yéghiché Tcharents
- Fadwa Touqan
- Marina Tsvetaïeva
- Tchicaya U Tam'si
- Jean Tardieu
- Lily Unden
- Paul Valet
- César Vallejo
- Serge Venturini
- Boris Vian